# Symulacja

Symulacja jazdy samochodem

Symulacja (łac. simulatio „udawanie” od similis „podobny”) – przybliżone odtwarzanie zjawisk czy zachowań jakiegoś obiektu za pomocą jego modelu. Szczególnym rodzajem modelu jest model matematyczny, często zapisany w postaci programu komputerowego, ale czasem niezastąpione jest wykorzystanie modelu fizycznego w zmniejszonej skali np. do badań aerodynamicznych. Symulacja znajduje szerokie zastosowanie w każdej dziedzinie nauki i techniki. Wykorzystywana jest też do celów wojskowych jak i czystej rozrywki np. w grach komputerowych.